# قلعه کهنه چاهشک
قلعه کهنه چاهشک؛ نام دژی تاریخی مربوط به دورهٔ قاجار است و در شهرستان بینالود، روستای چاهشک واقع شده و این اثر در تاریخ ۱۷ خرداد ۱۳۸۵ با شمارهٔ ثبت ۱۵۵۶۴ به‌عنوان یکی از آثار ملی ایران به ثبت رسیده‌است.